# Lachnaia pubescens
Lachnaia pubescens là một loài bọ cánh cứng trong họ Chrysomelidae. Loài này được Dufour miêu tả khoa học năm 1820.